# 탄막 아마노자쿠 ~ Impossible Spell Card
《탄막 아마노자쿠 ~ Impossible Spell Card》(일본어: 弾幕アマノジャク 〜 Impossible Spell Card. 단마쿠 아마노자쿠[*])은 동방 프로젝트의 네번째 외전 작품이자, 상하이 앨리스 환악단에서 제작한 게임이다.